# Berthold Jacob
Berthold Jacob, né Berthold Jacob Salomon le 12 décembre 1898 à Lisbonne et mort le 26 février 1944 à Berlin, est un journaliste et pacifiste allemand.
En tant que critique radical de la politique militaire allemande, Jacob est enlevé par deux fois, une première fois, le 9 mars 1935 à Bâle, puis une seconde fois au Portugal, pendant la Seconde Guerre mondiale, pour être amené à Berlin où il meurt des mauvais traitements que lui inflige la Gestapo.

## Biographie
Devenu pacifiste après avoir combattu lors de la Première Guerre mondiale, ennemi juré des partis de droite, Berthold Jacob est emprisonné pour tentative de haute trahison de 1928 à 1929. Inscrit au Parti social-démocrate d'Allemagne (SPD) en 1928, il rallie le Parti socialiste ouvrier d'Allemagne (SAP) en 1931. Il part s'installer à Strasbourg en 1932.
Depuis 1933, il s'efforce de dévoiler les préparatifs de guerre du régime nazi.

### Enlèvement à Bâle
Le 9 mars 1935, à Bâle, la Gestapo enlève Berthold Jacob, déchu de sa nationalité en 1933, et l'emmène à Weil am Rhein, en territoire allemand. Dès les années 1920, Jacob avait fait savoir que son pays se réarmait en secret (constitution de la « Reichswehr noire ») et commanditait des assassinats. La police bâloise parvient rapidement à faire la lumière sur cet enlèvement et arrête l'espion local Hans Wesemann. Le Conseil fédéral proteste auprès des autorités allemandes pour violation de la souveraineté nationale et exige réparation. Devant leur réticence, il engage une procédure arbitrale, conformément au traité du 3 décembre 1921 liant les deux pays. Le retentissement européen de cette affaire, le risque de voir les torts s'aggraver après production des preuves devant le tribunal d'arbitrage international amenent le gouvernement du Reich à céder et à remettre Jacob aux autorités suisses le 17 septembre 1935.
Sur le plan juridique, l'affaire se résume à la condamnation de Wesemann par le tribunal pénal de Bâle le 6 mai 1936, les fonctionnaires allemands responsables ne pouvant être poursuivis. Wesemann est expulsé après sa libération, en 1938.

### Fin de parcours
Une fois revenu à Bâle, Jacob est immédiatement expulsé vers la France. Interné dans le sud de la France en septembre 1939, il essaie vainement d'obtenir un visa pour les États-Unis. En 1941, il s'enfuit à Lisbonne où il est à nouveau enlevé par des agents de la Gestapo, qui le séquestrent à Berlin, sans doute en prévision d'un procès spectaculaire. Épuisé par une détention de trois ans dans une prison de la Gestapo, il meurt à l'hôpital juif de Berlin (de) le 26 février 1944.